# Dimitrie Mârza
Dimitrie (Dumitru) Mârza (n. 25 octombrie 1894, Badragii Vechi, Basarabia – d. 21 septembrie 1967, Balinț, Timiș) a fost învățător, membru al Sfatului Țării.

## Biografie
La data de 27 martie 1918, ca membru în Sfatul Țării (din 21 noiembrie 1917 până în 27 noiembrie 1918), Dimitrie Mârza a votat Unirea Basarabiei cu România, pe 9 aprilie 1918 (27 martie stil vechi).
A avut patru descendenți, trei băieți și o fată, dintre care mai trăiesc doar doi dintre băieți. Este înmormântat în Balinț, Timiș, România, alături de soție și doi dintre copii. Are doi nepoți și doi strănepoți.